# Londoko
Londoko (russisch Лондоко; Name laut OKATO, in Dokumenten der Rajonverwaltung Londoko-sawod, Лондоко-завод) ist eine Siedlung städtischen Typs in der Jüdischen Autonomen Oblast (Russland) mit 1067 Einwohnern (Stand 14. Oktober 2010).

## Geographie
Die Siedlung liegt im östlichen Teil des Kleinen Hinggan-Gebirge unweit des linken Ufers des Amur-Nebenflusses Bira, oberhalb der Einmündung des linken Zuflusses Große Kamenuschka (Bolschaja Kamenuschka), etwa 75 km Luftlinie westnordwestlich der Republikhauptstadt Birobidschan.
Londoko gehört zum Rajon Oblutschje und ist von dessen Verwaltungszentrum Oblutschje etwa 70 km in östlicher Richtung entfernt. Zur Stadtgemeinde (gorodskoje posselenije) Londoko gehört auch das 4 km östlich gelegene gleichnamige Dorf. Zur Unterscheidung wird die Siedlung daher teilweise Londoko-sawod, also ‚Londoko-Werk‘ genannt.

## Geschichte
Das östlich gelegene Dorf Londoko wurde 1913 im Zusammenhang mit dem Bau der Amureisenbahn von Kuenga nach Chabarowsk, die auf diesem Abschnitt 1915 in Betrieb ging, gegründet. Der Ortsname ist wahrscheinlich ewenkischen Ursprungs; über die Bedeutung besteht keine Einigkeit: Er könne von den Wörtern für Hügel oder aber für Tiger abgeleitet sein.
Wenig westlich des Ortes wurden umfangreiche, industriell nutzbare Kalksteinvorkommen entdeckt, auf deren Grundlage in den 1930er-Jahren ein Werk zu deren Verarbeitung entstand. Die zugehörige Siedlung wurde zunächst wie das Werk einfach Iswestkowy sawod genannt (russisch Известковый завод; ‚Kalkwerk‘). 1938 erhielt sie als Londoko, wie das ursprüngliche Dorf, den Status einer Siedlung städtischen Typs, auch, um Verwechslungen mit der 30 km westlich im selben Rajon gelegenen Siedlung Iswestkowy zu verhindern. Die Siedlung besteht aus mehreren separaten Wohngebieten nördlich, östlich und südlich von Werk und Bahnstation.
Wegen des erheblichen Bevölkerungsrückgang (um 70 % innerhalb der letzten 50 Jahre) ist immer wieder ein Anschluss der Siedlung und der Gemeinde an das wenig westlich gelegenen Teploosjorsk im Gespräch.

### Bevölkerungsentwicklung
| Jahr | Einwohner |
| ---- | --------- |
| 1939 | 3701      |
| 1959 | 3550      |
| 1970 | 2508      |
| 1979 | 2266      |
| 1989 | 1902      |
| 2002 | 1340      |
| 2010 | 1067      |

Anmerkung: Volkszählungsdaten

## Wirtschaft und Infrastruktur
Ortsbildendes Unternehmen ist das Kalkwerk, das aber stark von der Wirtschaftskrise in den 1990er-Jahren betroffen war und dessen Produktion mehrfach zum Erliegen kam.
Bei der Siedlung Londoko befindet sich die Station Iswestkowy Sawod (Streckenkilometer 8266 ab Moskau) und beim Dorf die Station Londoko (Streckenkilometer 8270) der Transsibirischen Eisenbahn. Südlich werden Siedlung und Dorf von der Fernstraße M 58 Amur von Tschita nach Chabarowsk umgangen, Teil der transkontinentalen Straßenverbindung.